# Jade Jones
Jade Louise Jones (Bodelwyddan, 21 de març de 1993) és una esportista britànica que competeix en taekwondo.
Va participar en dos Jocs Olímpics d'Estiu, Londres 2012 i Rio de Janeiro 2016, obtenint una medalla d'or en cada participació, ambdues en la categoria de –57 kg. Als Jocs Europeus de Bakú 2015 va aconseguir una medalla d'or.
Va guanyar una medalla de plata al Campionat Mundial de Taekwondo de 2011 i quatre medalles al Campionat Europeu de Taekwondo entre els anys 2010 i 2016.

## Palmarès internacional
| Jocs Olímpics     | Jocs Olímpics             | Jocs Olímpics | Jocs Olímpics |
| Any               | Lloc                      | Medalla       | Categoria     |
| ----------------- | ------------------------- | ------------- | ------------- |
| 2012              | Londres ( Regne Unit)     | 1             | –57 kg        |
| 2016              | Rio de Janeiro ( Brasil)  | 1             | –57 kg        |
| Campionat Mundial |                           |               |               |
| Any               | Lloc                      | Medalla       | Categoria     |
| 2011              | Gyeongju ( Corea del Sud) | 2             | –57 kg        |
| Jocs Europeus     |                           |               |               |
| Any               | Lloc                      | Medalla       | Categoria     |
| 2015              | Bakú ( Azerbaidjan)       | 1             | –57 kg        |
| Campionat Europeu |                           |               |               |
| Any               | Lloc                      | Medalla       | Categoria     |
| 2010              | Sant Petersburg ( Rússia) | 3             | –53 kg        |
| 2012              | Manchester ( Regne Unit)  | 3             | –57 kg        |
| 2014              | Bakú ( Azerbaidjan)       | 2             | –57 kg        |
| 2016              | Montreux ( Suïssa)        | 1             | –57 kg        |